# Phorticolea boliviae
Phorticolea boliviae är en kackerlacksart som beskrevs av Andrew Nelson Caudell 1923. Phorticolea boliviae ingår i släktet Phorticolea och familjen småkackerlackor.
Artens utbredningsområde är Bolivia. Inga underarter finns listade i Catalogue of Life.